# 高贤均
高贤均（1947年6月—2002年8月18日），四川成都人，中华人民共和国编辑。

## 生平
1978年考入北京大学中文系，课余编辑《未名湖净》，开始编辑生涯。毕业后分配至人民文学出版社。曾任中国作家协会会员，人民文学出版社党委委员，副总编辑，《当代》杂志、《中华文学选刊》主编。2002年8月18日在北京逝世，终年五十五。